# Rejsekort
La Rejsekort (signifiant en danois : carte de voyage) est un système de billet électronique destiné au transport en commun au Danemark.
Le système Rejsekort est utilisé dans la majorité du Danemark depuis 2013. La région de Copenhague a été la dernière à arrêter la vente des anciennes Kilppekorte le 8 février 2015.
En 2016, 2 millions de Rejsekorte actives étaient en circulation.
La carte est utilisable afin de payer tout type de transport en commun au Danemark et les trains franchissant l'Øresundsbron à destination et en provenance de la gare centrale de Malmö en Suède.

## Fonctionnement
Avant de commencer son voyage, l'utilisateur doit valider sa Rejsekort à l'aide d'une borne siglée "Check ind". Un acompte, variant selon le type de carte, est prélevé. Il est également demandé d'effectuer un "Check ind" lors de chaque changement de moyen de transport. Le coût du voyage est calculé et déduit de la carte lorsque l'utilisateur valide la fin de son trajet à l'aide d'une borne siglée "Check ud".
Si l'utilisateur a oublié d'effectuer un "Check ud" à la fin de son trajet, il a la possibilité de valider la fin de son voyage jusqu'à 10 jours après le début via une application mobile.

## Tarification
Le territoire danois est divisé en zones de tarification. Le prix du voyage est alors calculé en fonction du nombre de zones traversées par le voyageur. Si le montant est inférieur à l'acompte prélevé en début de voyage, la différence est restituée sur la Rejsekort.
Si le voyageur a entamé son voyage lors des heures creuses, à savoir entre 11h et 13h ainsi qu'entre 18h et 07h, une réduction de 20% est offerte sur le prix normal du voyage.

## Types de Rejsekort

### Rejsekort personligt
La Rejsekort personligt est une carte personnelle sur laquelle est inscrit le nom complet de son propriétaire ainsi que sa photo. Cette carte ne peut être prêtée. Elle ne peut être obtenue qu'après une identification via le numéro au registre national (CPR-nummer) ou après avoir rempli un formulaire pour les personnes ne résidant pas au Danemark.
Le montant de l'acompte débité de la carte au début de chaque voyage est de 25 DKK.

### Rejsekort flex
La Rejsekort flex est une carte associée à une personne mais dont le nom et la photo ne figure pas sur la carte physique. Ceci permet au propriétaire de prêter la carte à de la famille ou des amis. De même que pour la version personnelle, elle ne peut être obtenue qu'après une identification via le numéro au registre national (CPR-nummer) ou après avoir rempli un formulaire pour les personnes ne résidant pas au Danemark.
Le montant de l'acompte débité de la carte au début de chaque voyage est de 25 DKK.

### Rejsekort anonymt
La Rejsekort anonymt, est une carte anonyme. Elle peut donc être prêtée et ne nécessite pas d'identification lors de l'achat.
Cependant le montant de l'acompte débité de la carte au début d'un voyage au sein d'une même région du pays s'élève à 70 DKK et à 600 DKK pour un voyage entre différentes régions du pays.